# A világegyetem egyetlen atomban – a tudomány és a spiritualitás összekapcsolódása
Az univerzum egyetlen atomban a 14. dalai láma, Tendzin Gyaco egyik könyve, amelyet 2006-ban adott ki a Broadway Books könyvkiadó. 2021-ben megjelent a könyv magyar fordítása is a Tan Kapuja kiadásában. A könyvben a dalai láma különböző tudományos területtel kapcsolatos tapasztalatairól beszél a buddhizmus szemszögéből: kvantummechanika, kozmológia, tudat és genetika.

## Tartalma
A könyvből kiderül, hogy a dalai láma már egész gyermekkorától fogva érdeklődést mutatott a Nyugat technológiai vívmányai felé, köztük egy réz teleszkóp felé, amely azelőtt a 13. dalai lámáé volt. A teleszkóp segítségével képes volt megtalálni a hold felszínén található képződményeket, a „nyulat a holdon”. Egyéb dolgok is felkeltették a fiatal dalai láma érdeklődését – autók és órák –, főleg az alkatrészek mechanikai működése.
A könyvben a dalai láma kifejti, hogy miért előnyös és szükséges gyakorlati szempontból a buddhista tudomány és a nyugati tudomány közötti harmonikus kapcsolat. A cél az emberi szenvedés lecsökkentése. Az 1980-as években a dalai láma Francisco Varela révén került kapcsolatba nyugati tudósokkal.

## Magyarul
- Az univerzum egyetlen atomban. A tudomány és a spiritualitás kapcsolata; ford. Barcza Zoltán; A Tan Kapuja–Bódhiszattva, Budapest, 2021 (Buddhizmus és tudomány)